# Coopérative laitière du Maroc oriental
 (décembre 2012).
Si vous disposez d'ouvrages ou d'articles de référence ou si vous connaissez des sites web de qualité traitant du thème abordé ici, merci de compléter l'article en donnant les références utiles à sa vérifiabilité et en les liant à la section « Notes et références ».

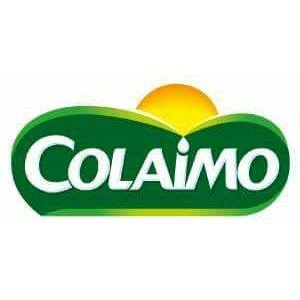

La coopérative laitière du Maroc oriental (ou COLAIMO) est un producteur du lait et ses dérivés située dans la région du Maroc Oriental.

## Historique

### Changement de nom
Fondée en 1953, la Société Coopérative Laitière du Maroc Oriental (SOCOLMO), a changé de dénomination en 1994 pour devenir la Coopérative Laitière du Maroc Oriental (COLAIMO).

### Unité COLAIMO II
L’unité COLAIMO II a été inaugurée avec un coût s’élevant à 500.000.000.00 DH financé comme suit :
- 47% crédit C.N.C.A.
- 41%.CO.LAI.MO
- 12% subvention du ministère de l’agriculture et de pêche maritime.

## Certification
Le 22 août 2007, la COLAIMO a obtenu la certification HACCP (Analyse des dangers-points critiques pour leur maitrise) selon les exigences du Codex Alimentarius.
Elle a également obtenu la certification ISO 22000 version 2005 (système de management de la sécurité alimentaire) le 25 novembre 2008.